# PBA-seizoen 1998
Het PBA-seizoen 1998 was het 24e seizoen van de Filipijnse professionele basketbalcompetitie PBA. Het seizoen duurde van 1 februari tot en met 9 december 1998 en bestond als enige PBA-seizoen ooit uit vier afzonderlijke kampioenschappen. De All-Filipino Cup en de Commissioner's Cup werden gewonnen door de Alaska Milkmen, de speciaal vanwege de 100-jarige viering van de Filipijnse onafhankelijkheidsverklaring ingepaste Centennial Cup werd gewonnen door Mobiline Phone Pals en de Governors Cup was voor de Formula Shell Zoom Masters. 
Bij de PBA draft in januari 1999 werd Danny Ildefonso als eerste gekozen door de Formula Shell Zoom Masters. 

## All-Filipino Cup
De wedstrijden om de All-Filipino Cup vonden plaats van 1 februari tot en met 8 mei 1998. In de finale werden de San Miguel Beermen met 4-3 verslagen door de Formula Alaska Milkmen. Nelson Asaytono van San Miguel werd tot beste speler van de competitie uitgeroepen. Kenneth Duremdes van Alaska was de meest waardevolle speler (MVP) van de finalewedstrijden. 

### Elimininatieronden
| # | Team                          | W | V | %    | Tie |
| - | ----------------------------- | - | - | ---- | --- |
| 1 | Alaska Milkmen                | 9 | 2 | .818 |     |
| 2 | San Miguel Beermen            | 7 | 4 | .636 |     |
| 3 | Sta. Lucia Realtors           | 5 | 6 | .455 |     |
| 4 | Pop Cola 800s                 | 5 | 6 | .455 |     |
| 5 | Purefoods Carne Norte Beefies | 5 | 6 | .455 |     |
| 6 | Gordon's Gin Boars            | 5 | 6 | .455 |     |
| 7 | Mobiline Phone Pals           | 4 | 7 | .364 |     |
| 8 | Formula Shell Zoom Masters    | 4 | 7 | .364 |     |

### Halve finale
| # | Team                          | Halve finales | Halve finales | Cumulatief | Cumulatief | Cumulatief | Cumulatief |
| # | Team                          | W             | V             | W          | V          | %          | Tie        |
| - | ----------------------------- | ------------- | ------------- | ---------- | ---------- | ---------- | ---------- |
| 1 | San Miguel Beermen            | 8             | 2             | 15         | 6          | .714       |            |
| 2 | Alaska Milkmen                | 5             | 5             | 14         | 7          | .667       |            |
| 3 | Sta. Lucia Realtors           | 7             | 3             | 12         | 9          | .571       |            |
| 4 | Pop Cola 800s                 | 5             | 5             | 10         | 11         | .476       |            |
| 5 | Purefoods Carne Norte Beefies | 3             | 7             | 8          | 13         | .381       |            |
| 6 | Gordon's Gin Boars            | 2             | 8             | 7          | 14         | .333       |            |

Door middel van een play-off wedstrijd tussen de Alaska Milkmen en de Sta. Lucia Realtors werd bepaald welk team in de finale mocht aantreden tegen de San Miguel Beermen. De play-off wedstrijd werd met 77-69 gewonnen door Alaska.

### Finale
| Team               | 1  | 2  | 3  | 4  | 5  | 6  | 7  | Eindstand |
| ------------------ | -- | -- | -- | -- | -- | -- | -- | --------- |
| San Miguel Beermen | 76 | 64 | 84 | 97 | 78 | 61 | 63 | 3         |
| Alaska Milkmen     | 69 | 80 | 89 | 90 | 73 | 99 | 72 | 4         |

## Commissioner's Cup
De wedstrijden om de Commissioner's Cup vonden plaats van 22 mei tot en met 14 augustus 1998. De finale was een herhaling van de finale om de All-Filipino Cup. Ditmaal wonnen de Alaska Milkmen met 4-2 van de San Miguel Beermen. Kenneth Duremdes van Alaska werd tot beste speler van de competitie en meest waardevolle speler (MVP) van de finalewedstrijden uitgeroepen.

### Eliminatieronden
| # | Team                        | W  | V | %    | Tie |
| - | --------------------------- | -- | - | ---- | --- |
| 1 | Alaska Milkmen              | 10 | 1 | .909 |     |
| 2 | Pop Cola 800s               | 6  | 5 | .545 |     |
| 3 | San Miguel Beermen          | 6  | 5 | .545 |     |
| 4 | Purefoods TJ Hotdogs        | 5  | 6 | .455 |     |
| 5 | Formula Shell Turbochargers | 5  | 6 | .455 |     |
| 6 | Mobiline Phone Pals         | 5  | 6 | .455 |     |
| 7 | Sta. Lucia Realtors         | 4  | 7 | .364 |     |
| 8 | Ginebra San Miguel          | 4  | 7 | .364 |     |

### Playoffs
|  | kwartfinale | kwartfinale            | kwartfinale |            |            | halve finale (best of 5) | halve finale (best of 5) | halve finale (best of 5) |              |   | finale (best of 7) | finale (best of 7) | finale (best of 7) |
|  |             |                        |             |            |            |                          |                          |                          |              |   |                    |                    |                    |
|  | 1           | Alaska                 |             |            |            |                          |                          |                          |              |   |                    |                    |                    |
|  |             | direct naar 1/2 finale |             |            |            |                          |                          |                          |              |   |                    |                    |                    |
|  |             | 1                      | Alaska      | 3          |            |                          |                          |                          |              |   |                    |                    |                    |
|  |             |                        |             | 3          |            |                          |                          |                          |              |   |                    |                    |                    |
|  |             | 5                      | Shell       | 2          |            |                          |                          |                          |              |   |                    |                    |                    |
|  | 4           | 5                      | Shell       | 2          | Purefoods  | 0                        |                          |                          |              |   |                    |                    |                    |
|  | 4           |                        |             |            | Purefoods  | 0                        |                          |                          |              |   |                    |                    |                    |
|  | 5           | Formula Shell          | 2           |            |            |                          |                          |                          |              |   |                    |                    |                    |
|  |             |                        |             |            |            |                          |                          |                          |              |   | 1                  | Alaska             | 4                  |
|  |             |                        | 3           | San Miguel | 2          |                          |                          |                          |              |   |                    |                    |                    |
|  | 2           | Pop Cola               |             |            |            |                          |                          |                          |              |   |                    |                    |                    |
|  |             | direct naar 1/2 finale |             |            |            |                          |                          |                          |              |   |                    |                    |                    |
|  |             | 2                      | Pop Cola    | 0          |            | Derde plaats             | Derde plaats             | Derde plaats             | Derde plaats |   |                    |                    |                    |
|  |             |                        |             | 0          |            | Derde plaats             | Derde plaats             | Derde plaats             | Derde plaats |   |                    |                    |                    |
|  |             | 3                      | San Miguel  | 3          |            |                          |                          |                          |              |   |                    |                    |                    |
|  | 3           | 3                      | San Miguel  | 3          | San Miguel | 0                        |                          |                          |              |   |                    |                    |                    |
|  | 3           |                        |             |            |            |                          |                          | 2                        | Pop Cola     | 1 |                    |                    |                    |
|  | 6           | Mobiline               | 3           |            |            |                          |                          | 2                        | Pop Cola     | 1 |                    |                    |                    |
|  |             |                        |             |            |            |                          | 5                        | Shell                    | 0            |   |                    |                    |                    |
|  |             |                        |             |            |            |                          | 5                        | Shell                    | 0            |   |                    |                    |                    |

### Finale
| Team               | 1   | 2   | 3  | 4  | 5  | 6  | Eindstand |
| ------------------ | --- | --- | -- | -- | -- | -- | --------- |
| Alaska Milkmen     | 107 | 106 | 81 | 83 | 92 | 85 | 4         |
| San Miguel Beermen | 97  | 89  | 88 | 92 | 84 | 74 | 2         |

## Centennial Cup
De wedstrijden om de Centennial Cup vonden plaats in september en oktober 1998. In de finale werden de Formula Shell Zoom Masters met 1-0 verslagen door de Mobiline Phone Pals. 

### Elimininatieronden
| # | Team                       | W | V | %    | Tie |
| - | -------------------------- | - | - | ---- | --- |
| 1 | Ginebra San Miguel         | 6 | 2 | .750 |     |
| 2 | Mobiline Phone Pals        | 5 | 3 | .625 |     |
| 3 | Pop Cola 800's             | 5 | 3 | .625 |     |
| 4 | Formula Shell Zoom Masters | 5 | 3 | .625 |     |
| 5 | Purefoods TJ Hotdogs       | 5 | 3 | .625 |     |
| 6 | San Miguel Beermen         | 4 | 4 | .500 |     |
| 7 | Alaska Milkmen             | 3 | 5 | .375 |     |
| 8 | Philippine Centennial Team | 1 | 7 | .125 |     |
| 9 | Sta. Lucia Realtors        | 1 | 7 | .125 |     |

### Play-offs
|  | halve finale | halve finale | halve finale |   |   | finale       | finale   | finale |
|  |              |              |              |   |   |              |          |        |
|  |              |              |              |   |   |              |          |        |
|  | 1            | Ginebra      | 0            |   |   |              |          |        |
|  | 4            | Shell        | 1            |   |   |              |          |        |
|  |              |              |              |   |   |              |          |        |
|  |              |              |              |   |   |              |          |        |
|  |              |              |              |   |   |              |          |        |
|  |              |              |              |   |   | 4            | Shell    | 0      |
|  |              | 2            | Mobiline     | 1 |   |              |          |        |
|  |              |              |              |   |   |              |          |        |
|  |              |              |              |   |   | derde plaats |          |        |
|  |              |              |              |   |   |              |          |        |
|  | 2            | Mobiline     | 1            |   | 1 | Ginebra      | 0        |        |
|  | 3            | Pop Cola     | 0            |   |   | 3            | Pop Cola | 1      |

### Finale
| Team                       | 1  | Eindstand |
| -------------------------- | -- | --------- |
| Formula Shell Zoom Masters | 66 | 0         |
| Mobiline Phone Pals        | 67 | 1         |

## Governors Cup
De wedstrijden om de Governors Cup vonden plaats van 9 oktober tot en met 9 december 1998. In de finale werden de Mobiline Phone Pals met 4-3 verslagen door de Formula Shell Zoom Masters. Jerry Codiñera van Purefoods werd tot beste speler van de competitie uitgeroepen. Benjie Paras van Shell was de meest waardevolle speler (MVP) van de finalewedstrijden.

### Elimininatieronden
| # | Team                           | W | V  | %    | Tie |
| - | ------------------------------ | - | -- | ---- | --- |
| 1 | Mobiline Phone Pals            | 9 | 6  | .600 |     |
| 2 | San Miguel Beermen             | 9 | 6  | .600 |     |
| 3 | Formula Shell Turbo Chargers   | 9 | 6  | .600 |     |
| 4 | Purefoods Tender Juicy Hotdogs | 9 | 6  | .600 |     |
| 5 | Pop Cola Bottlers              | 8 | 7  | .533 |     |
| 6 | Ginebra San Miguel             | 7 | 8  | .467 |     |
| 7 | Sta. Lucia Realtors            | 6 | 7  | .400 |     |
| 8 | Alaska Milkmen                 | 5 | 10 | .333 |     |

De winst en verliespartijen uit de Centennial Cup werden opgeteld bij de resultaten van de eliminatieronde van de Governors Cup

### Halve finale
| # | Team                           | W  | V | %    | Tie |
| - | ------------------------------ | -- | - | ---- | --- |
| 1 | Mobiline Phone Pals            | 12 | 9 | .571 |     |
| 2 | Formula Shell Turbo Chargers   | 12 | 9 | .571 |     |
| 3 | San Miguel Beermen             | 12 | 9 | .571 |     |
| 4 | Purefoods Tender Juicy Hotdogs | 12 | 9 | .571 |     |

Door middel van twee play-off wedstrijden op 22 november werd bepaald welke teams in de finale mochten aantreden. De Mobiline Phone Pals versloegen de Purefoods TJ Hotdogs met 84-80 en de Formula Shell Turbochargers wonnen met 87-83 van de San Miguel Beermen.

### Finale
| Team                         | 1   | 2  | 3  | 4   | 5  | 6  | 7  | Eindstand |
| ---------------------------- | --- | -- | -- | --- | -- | -- | -- | --------- |
| Mobiline Phone Pals          | 90  | 94 | 81 | 97  | 88 | 77 | 91 | 3         |
| Formula Shell Turbo Chargers | 110 | 67 | 78 | 109 | 81 | 80 | 93 | 4         |

## Spelersstatistieken
De volgende spelers hadden over het hele seizoen gezien de beste statistieken:
| Categorie            | Speler             | Team       | Aantal |
| -------------------- | ------------------ | ---------- | ------ |
| Punten               | John Best          | Shell      | 1284   |
| Rebounds             | Edward Juinio      | Shell      | 456    |
| Assists              | Dindo Pumaren      | Purefoods  | 296    |
| Steals               | Johnny Abarrientos | Alaska     | 104    |
| Blocks               | Edward Juinio      | Alaska     | 99     |
| Vrije worpen gemaakt | Lamont Strothers   | San Miguel | 300    |
| Driepunters          | Lamont Strothers   | San Miguel | 122    |
| Gespeelde minuten    | Danny Ildefonso    | San Miguel | 2427   |

## Individuele prijzen
Aan het einde van het seizoen werden de volgende individuele prijzen uitgedeeld:
- Meest waardevolle speler (MVP): Kenneth Duremdes (Alaska)
- Rookie van het jaar: Danny Ildefonso: (San Miguel)
- Meest verbeterde speler (Most Improved Player): Patrick Roy Fran (Mobiline)
- Defensieve speler van het jaar: Chris Jackson (Shell)
- Sportiviteitsprijs: Freddie Abuda (San Miguel)

Prijzen uitgedeeld door de Filipijnse pers:
- Coach van het jaar: Perry Ronquillo (Shell)
- Mr. Quality Minutes: Rodney Santos (Alaska)
- Comeback speler van het jaar: Glenn Capacio (Mobiline)
- Bestuurder van het jaar: Wilfred Uytengsu (Alaska)
- Scheidsrechter van het jaar: Franco Ilagan

## Uitverkiezing beste teams
Mythical Team Five
- Johnny Abarrientos (Alaska)
- Alvin Patrimonio (Purefoods)
- Jerry Codiñera (Purefoods)
- Jojo Lastimosa (Alaska)
- Kenneth Duremdes (Alaska)

Mythical Second Team
- Rodericko "Olsen" Racela (San Miguel)
- Mike Mustre (San Miguel)
- Danny Ildefonso (San Miguel)
- Nelson Asaytono (San Miguel)
- Victor Pablo (Formula Shell)

All-Defensive Team
- Chris Jackson (Formula Shell)
- Freddie Abuda (San Miguel)
- Jerry Codiñera (Purefoods)
- Glenn Capacio (Mobiline)
- Patrick Fran (Mobiline)